# رعنا (مجموعه تلویزیونی)
رعنا مجموعه تلویزیونی به کارگردانی داود میرباقری می‌باشد که در سال ۱۳۶۹ از شبکه اول سیما پخش شده‌است. میرباقری در دومین کار تلویزیونی خود در مجموعه‌ای هشت قسمتی داستان دختری به نام «رعنا» را روایت کرد.

## داستان
رعنا، دختر مردی به نام سنایی، از صابون‌پزهای قدیمی تهران است. پس از چندی دانایی که دبیر آموزش و پرورش است به خواستگاری رعنا آمده و با وجود مخالفت‌های منصور (برادر رعنا) با او ازدواج می‌کند. اما پس از گذشت مدتی دانایی به خاطر شرکت در فعالیت‌های سیاسی دستگیر و روانه زندان و کشته می‌شود. پس از سال‌ها پسر رعنا که به شدت در حال مبارزه با رژیم پهلوی در سال ۱۳۵۷ است، در یک درگیری خیابانی مفقود می‌شود. رعنا و دخترش به دنبال یافتن او هستند که ماجراهایی از گذشته دوباره زنده می‌گردد.

## تولید مجموعه
داود میرباقری بعد از ساخت مجموعه تلویزیونی «گرگ‌ها»، خردادماه سال ۱۳۶۸ مجموعه‌ای با عنوان «رعنا» را با موضوعی پیرامون حوادث انقلاب با بازی گلچهره سجادیه، پرویز پرستویی، بهزاد فراهانی، رسول نجفیان، رویا تیموریان، فاطمه گودرزی و سعید نیکپور جلو دوربین برد. این مجموعه که در گروه فیلم و سریال شبکه یک تهیه شده بود، یک سال پس از تولید از این شبکه پخش شد.

## بازیگران
- گلچهره سجادیه در نقش «رعنا»
- بهزاد فراهانی در نقش «دائی منصور»
- سعید نیک‌پور در نقش «جواد دانایی»
- رؤیا تیموریان در نقش «تهمینه دانایی»
- رسول نجفیان در نقش «پوریا»
- پرویز پرستویی در نقش «رسول نجفی»
- فاطمه گودرزی در نقش «مریم»
- حسین پناهی
- مهری مهرنیا
- فرخ‌لقا هوشمند
- اسماعیل شنگله
- محمد کاسبی
- مهری ودادیان
- بهمن زرین‌پور
- علی اوسیوند
- عیسی صفائی
- عزیزالله هنرآموز
- محمدتقی شریفی

## عوامل تولید
- کارگردان: داود میرباقری
- نویسنده: داود میرباقری
- طراح صحنه و تیتراژ: ناصر همدانی
- طراح لباس: نیلوفر محلاتی
- طراح گریم: جلال الدین معیریان، اکرم نویدی
- طراح نور: منوچهر شمسائی
- صدابرداران: پرویز آبنار، شاپور حکیمی، حمید پارسا حسینی و فرخ فدائی
- تصویربردار: محمدرضا کاظمی
- منشی صحنه: نادر خوش سیما
- تودین: سعید خسروی
- موسیقی متن: شریف لطفی
- ضبط موسیقی: مسعود تحویلی
- دستیار کارگردان و برنامه‌ریز: رضا گنجی
- مشاور کارگردان: منوچهر شمسائی